# 青果榕
青果榕（学名：Ficus variegata var. chlorocarpa） 为桑科榕属的一种。常绿乔木，可高达十五米，树皮灰色，是南中國常见树种之一。生长於气候温暖和土壤肥沃的平原及山谷，常见於低海拔及沟谷地区。分布於南中國沿海岛屿，海南、云南南部、广西、广东、福建、越南中部及泰国等地。樹形優美，樹冠呈圓錐形，宜作風景樹。果熟時可食用；亦爲紫膠蟲寄主樹。
青果榕葉序互生，全缘，葉片呈橢圓形，先端急尖，簇生於莖幹上。葉片紙質，背面被點狀鐘乳體。叶柄长五至六點八厘米。叶近革质，长八至二十厘米，宽七至十二厘米，全缘或波状，有时有疏锯齿，基五出脉。叶柄粗壮，长二至七厘米。
青果榕雄花無柄，生於榕果內壁近口部，雌花生於雌株榕果內壁，榕果簇生於老莖上的的瘤狀短枝，近球形，基部收缢成短柄，成熟時為紫紅色。隐头花序偏球形，顶凹，具柄。榕果基部收缩成短柄，成熟时绿色至黄色。花被合生。花果期春季至秋季。花序托簇生于树干，具梗，球形，直径约兩厘米；基生苞片三；雄瘿花同生于一花序托，雄蕊二；雌花另生一花序托，花柱长，侧生，柱头棒状。

## 形態特徵
大喬木；小枝無毛。葉卵狀橢圓形或窄卵形，長8-20 cm，全緣，無毛；葉柄粗，長5-7cm；托葉卵狀披針形。雌雄異株，榕果簇生枝幹或老莖短枝上，球形，徑1-3cm，熟時黃色，總柄長2-4cm；花無柄或具短柄；花被離生或合生，紅色、褐色或蒼白；子房紅褐色或淡紅褐色。瘦果倒卵形，被小瘤，花柱與瘦果近等長，柱頭棒狀，無毛。花果期5-12月。

## 觀賞地點

### 香港
- 九龍公園
- 香港動植物公園
- 西貢西郊野公園

### 澳門
- 松山市政公園
- 白鴿巢公園
- 二龍喉公園
- 螺絲山公園
- 加思欄花園(南灣花園)
- 氹仔
- 路環

## 扩展阅读
- 維基物種上的相關：青果榕